# Rocca di Arona

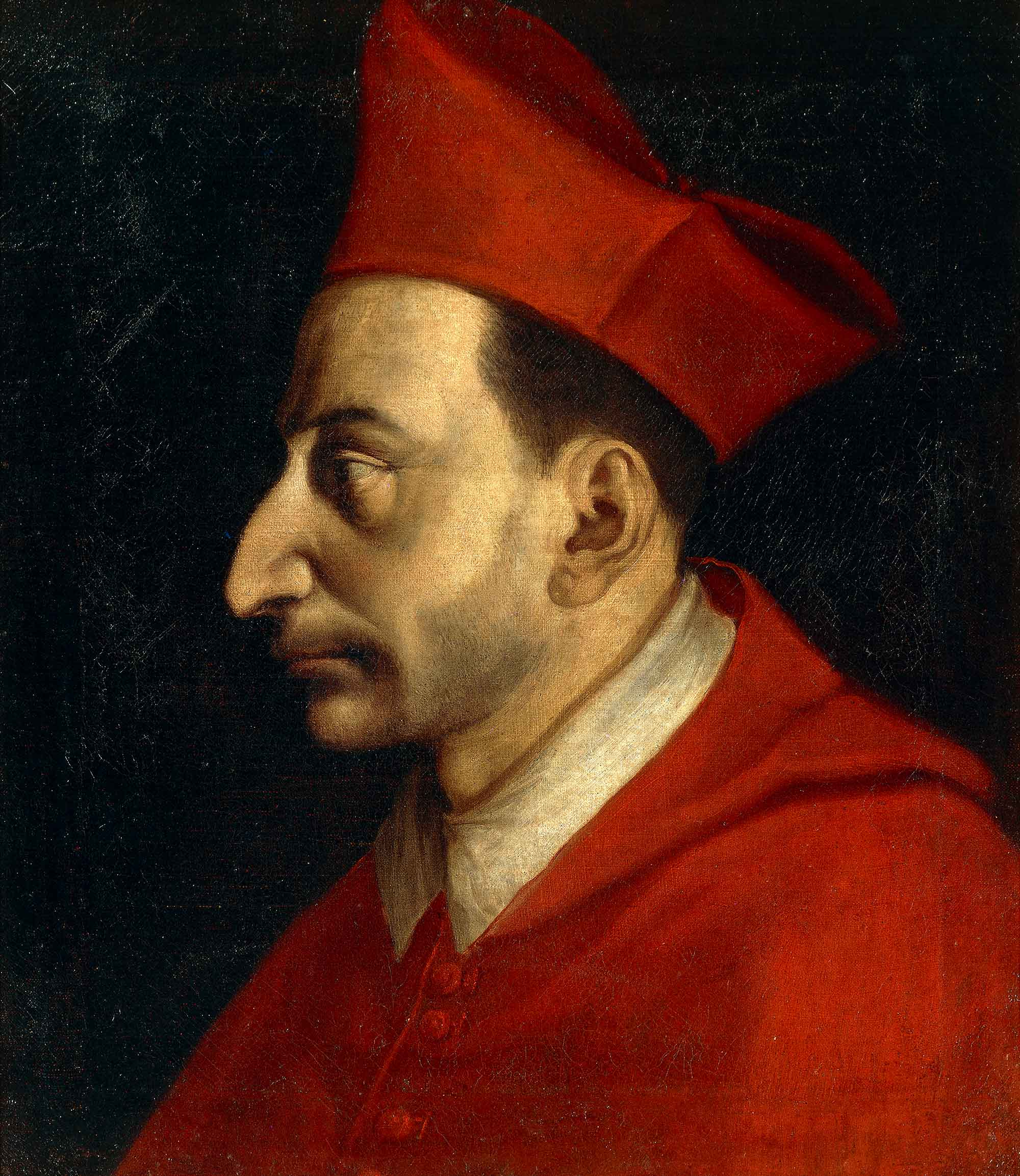
San Carlo Borromeo, nacque nella Rocca di Arona nel 1538

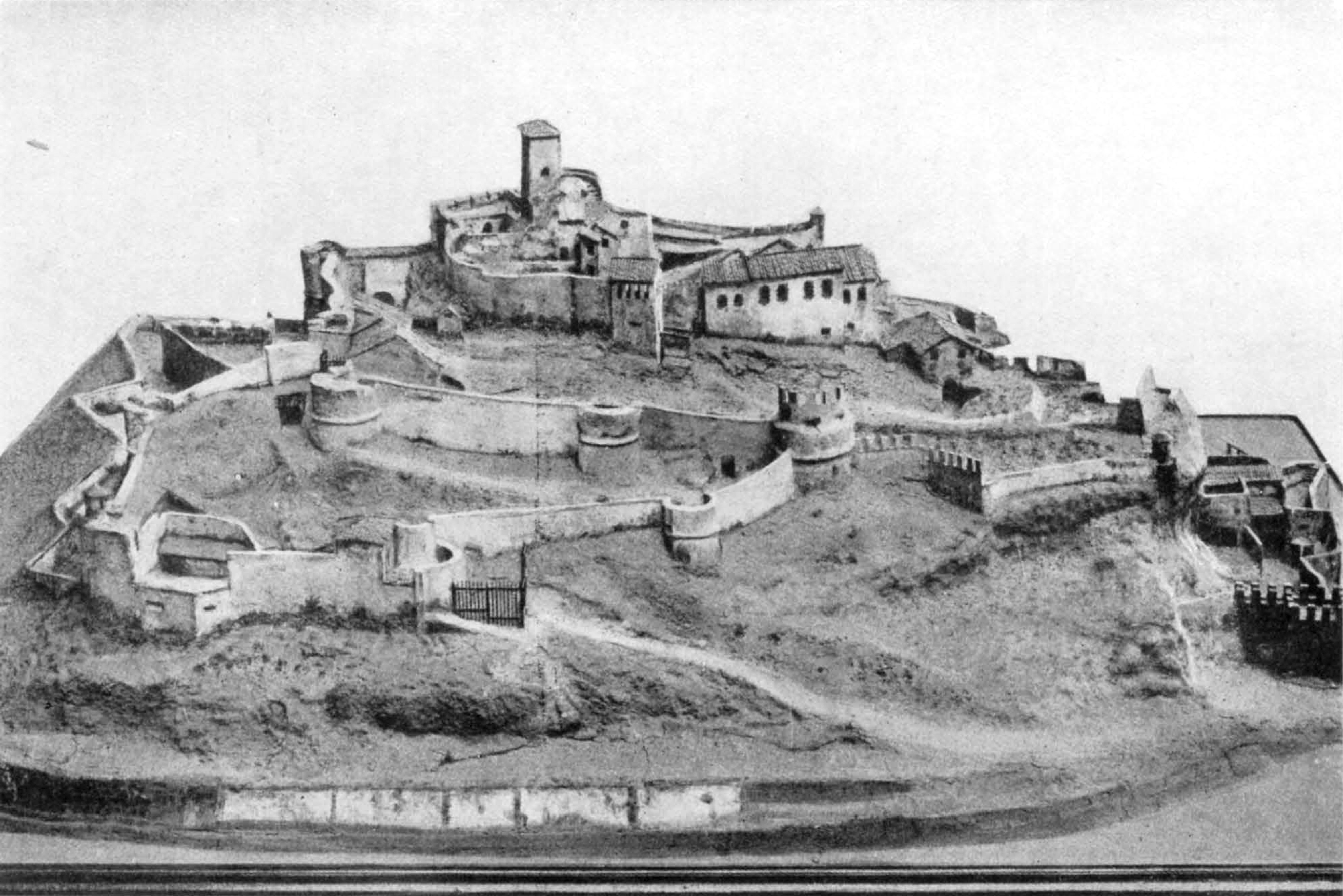
La rocca di Arona in un plastico conservato all'Isola Bella

La Rocca Borromea di Arona era, prima del suo smantellamento, una costruzione a scopo difensivo affacciata sul Lago Maggiore. Assieme alla gemella, ancora intatta, Rocca Borromea di Angera, era uno dei principali punti di controllo strategici del Lago Maggiore in epoca antica.

## Storia
(Stendhal)
La fortezza, costruita nel comune di Arona, venne fondata in un periodo di poco precedente all'anno mille sotto il controllo dei Longobardi. Adibita unicamente a scopo difensivo, nei secoli successivi passò tra proprietà vescovili fino a ricoprire il ruolo di semplice rifugio attorno all'XI e XII secolo.
Dopo aver subito una completa distruzione a mano della casata dei Della Torre ritornò possedimento dei Visconti nel 1227. Due secoli dopo, precisamente nel 1439, la costruzione cambiò di nuovo proprietario insieme all'intero Comune e il Castello di Arona, quando Filippo Maria Visconti la cedette come feudo a Vitaliano I Borromeo. Per ben quattro secoli la Rocca rimase in mano alla Famiglia Borromeo, dando i natali al futuro cardinale San Carlo Borromeo nel 1538.
La storia della Rocca di Arona si chiude nel 1800 quando l'esercito Napoleonico ricevette l'ordine di distruggere alcune fortificazioni occupate dagli Austriaci. Da quel momento della Rocca di Arona rimangono solo alcuni resti.